# Hamad bin Isa Al Khalifa
Hamad bin Isa Al Khalifa (Arabisch: حمد بن عيسى آل خليفة, Ḥamad bin ʿĪsā Āl Ḫalīfa) (Riffa, 28 januari 1950) is sinds 2002 de koning van Bahrein. Voordien was hij tussen 1999 en 2002 al emir van zijn land, in opvolging van zijn vader Isa bin Salman Al Khalifa. Hij is een lid van de soennitische familie Al Khalifa, die het overwegend sjiitische Bahrein reeds bestuurt sinds 1783.

## Loopbaan
Hamad genoot onderwijs in Groot-Brittannië en de Verenigde Staten, onder andere aan de Koninklijke Militaire Academie Sandhurst. Toen zijn vader, emir Isa bin Salman Al Khalifa, in maart 1999 overleed, werd Hamad de nieuwe emir van Bahrein. Bij zijn aantreden voerde hij politieke hervormingen door die onder andere inhielden dat vrouwen kiesrecht kregen en dat politieke gevangenen werden vrijgelaten. Ook werd de titel van het land van emiraat in koninkrijk gewijzigd.
Tijdens de opstanden in 2011 kreeg de koning kritiek te verduren vanuit de sjiitische bevolking. Zijn ordetroepen sloegen demonstraties van sjiieten hardhandig neer en er vielen meer dan 60 doden.
Hamad heeft vier vrouwen en in totaal twaalf kinderen: zeven zonen en vijf dochters. Zijn oudste zoon Salman is de kroonprins van Bahrein en sinds 2020 tevens premier.
Emmanuel (Andorra) · Joan Enric (Andorra) · Hamad (Bahrein) · Filip (België) · Jigme Khesar Namgyel Wangchuck  (Bhutan) · Hassanal Bolkiah (Brunei) · Norodom Sihamoni (Cambodja) · Charles III (Commonwealth realms) · Frederik X (Denemarken) · Naruhito (Japan) · Abdoellah II (Jordanië) · Mishal (Koeweit) · Letsie III (Lesotho) · Hans Adam II (Liechtenstein) · Henri (Luxemburg) · Mohammed VI (Marokko) · Albert II (Monaco) · Willem-Alexander (Nederland) · Harald V (Noorwegen) · Haitham (Oman) · Tamim (Qatar) · Salman (Saoedi-Arabië) · Felipe VI (Spanje) · Mswati III (Swaziland) · Rama X (Thailand) · Tupou VI (Tonga) · Mohammed (Verenigde Arabische Emiraten) · Franciscus (Vaticaan) · Carl Gustaf XVI (Zweden)